# Apterothrips secticornis
Apterothrips secticornis är en insektsart som först beskrevs av Filip Trybom 1896.  Apterothrips secticornis ingår i släktet Apterothrips och familjen smaltripsar. Arten är reproducerande i Sverige. Inga underarter finns listade i Catalogue of Life.